# 趙泰一
趙 泰一（チョ・テイル、朝鮮語: 조태일、1941年9月30日 - 1999年9月7日）は、大韓民国の詩人。
本貫は玉川趙氏。号は竹兄（チュキョン、죽형）。

## 生涯
全羅南道谷城生まれ。1964年、20歳の時に慶熙大学校国文科に2学年生として在学中に京郷新聞新春文芸にて『朝の船舶』が当選し文壇に登場した。1969年、詩専門の月刊誌である『詩人』を創刊し、金芝河、梁性佑、金準泰を文壇に登場させた。1974年に高銀、白楽晴、黄晳暎、廉武雄、朴泰洵らと自由実践文人協議会を創立した。1988年、同会が民族文学作家会議となった際には初代常任理事を務めた。1989年には光州大学校で助教授を務め、1991年、金顕承の研究で博士号を取得し、1994年光州大学校芸術大学の初代学長を務めた。肝癌により58歳で死去した。故郷に趙泰一詩文学記念館がある。